# Switching Goals
Switching Goals (bra: Ataque ou Defesa) é um telefilme estadunidense de 1999, do gênero comédia, dirigido por David Steinberg e estrelado pelas gêmeas Mary-Kate e Ashley Olsen.
O filme foi exibido no canal ABC, no bloco "O Maravilhoso Mundo de Disney", em 12 de dezembro de 1999, sendo lançado em VHS pela Warner no mesmo mês. A dublagem brasileira foi realizada pelo estúdio Herbert Richers. 

## Sinopse
Emma e Sam são gêmeas fisicamente idênticas mas com gostos e aptidões bem diferentes. Sam leva o maior jeito para os esportes enquanto Emma se dedica à moda e as "paqueras". Por razões óbvias, o pai das duas que é treinador de um time sempre escolhe Sam para ser sua companheira nos jogos. A mãe psicóloga, Denise, por achar que esse tratamento "especial" do pai em relação a Sam estava provocando ciúmes em Emma, resolve obrigar o marido a inscrever as duas numa liga de futebol misto. Emma e Sam logo percebem que nem todo mundo nasceu para os esportes e resolvem dar o "jeitinho" delas para driblar os pais e os adversários.

## Elenco
- Mary-Kate Olsen como Sam Stanton
- Ashley Olsen como Emma Stanton
- Kathryn Greenwood como Dra. Denise Stanton
- Eric Lutes como Treinador Jerry Stanton
- Michael Cera como Taylor
- Joe Grifasi como Dave
- Trevor Blumas como Greg Jeffries
- Keith Knight como Treinador Willard Holmes
- Jake LeDoux como Richie
- Calvin Rosemond como Frankie
- Robert Clark como Robert "Helmet Head"
- Brian Heighton como Jim
- Ted Atherton como Mitch
- Vito Rezza como Sal
- Damir Andrei como Arden
- Michael Lamport como Adrian
- Jesse Farb como Oscar
- Marcello Melecca como Danny
- Judah Katz como Mike
- Joseph Yawson como Sean Mark
- Moynan King como Mãe do Taylor
- Joanna Reece como Mãe do Bobby
- Wendy Haller como Professora
- Alexi Lalas ... ele mesmo